# House of God
Albums de King Diamond
Voodoo
(1998) Abigail II: The Revenge
(2002)
House of God est le neuvième album studio du groupe danois King Diamond, sorti en 2000.

## Morceaux
- Paroles : King Diamond
- Musique : King Diamond (toutes les pistes sauf indication).

1. Upon the Cross – 1:44
2. The Trees Have Eyes – 4:46 – (Andy LaRocque)
3. Follow the Wolf – 4:28
4. House of God – 5:36 – (Andy LaRocque)
5. Black Devil – 4:28
6. The Pact – 4:10 – (Andy LaRocque)
7. Goodbye – 2:00
8. Just a Shadow – 4:37
9. Help!! – 4:22
10. Passage to Hell – 2:00
11. Catacomb – 5:01 – (Andy LaRocque)
12. This Place is Terrible – 5:34
13. Peace of Mind – 2:32 – (Andy LaRocque)

## Crédits
- King Diamond - Chants & Claviers
- Andy LaRocque - Guitare
- Glen Drover - Guitare
- David Harbour - Basse
- John Herbert - Batterie